# 丹尼爾·M·阿什
丹尼爾·M·阿什（英語：Daniel M. Ashe）是前美國魚類及野生動物管理局主管。2011年6月30日，美國參議院一致同意他接受此職位，2017年1月卸任。阿什以前曾任美國魚類及野生動管理局的政策副主任。他還曾任商船和漁業委員會職員（1982年-1995年）、國家野生動物保護區系統主任（1998年-2003年）和美國已累計野生動物保護系統主管的科學顧問（2003年）。
阿什畢業於華盛頓大學，獲得海洋事務系的學位，他也擁有佛羅里達州立大學生物學的理學學士學位。他的碩士論文是關於濕地的，1982年發表於Coastal Zone Management Journal。
現在他和家人生活在馬里蘭州。他喜歡打網球和狩獵水禽。